# Kalindicsfalva
Kalindicsfalva vagy egyszerűen Kalindics eltűnt település, ami a szentgotthárdi ciszterci apátság birtokán állt valamikor a 14. században. A név alapján kétségtelenül szláv (szlovén) faluról van szó, ami Zsidahegy (ma Szentgotthárd része) és Apátistvánfalva között feküdhetett. Egyetlen-egyszer van róla említés, 1350-ből Kalindych-folua néven. Ekkor az apátságban lázadás tört ki, s a megmozduláshoz Kalindicsfalva is csatlakozott. A falusiak Bogyok Jakab bíróval és más településekkel emeltek együtt Łokietek Erzsébet királyné előtt Péter apát miatt. Hogy mi lett a sorsa a falunak máig nem tudni, de több említés nincs róla.

## Külső hivatkozás
- Kalász Elek: A szentgotthárdi apátság birtokviszonyai és a ciszterci gazdálkodás a középkorban, Budapest 1932.